# Science Express
Science Express est une série de bandes dessinées pédagogiques de l’auteur et professeur de sciences coréen Jo Jin-ho. Chacun des huit tomes prévus est une introduction illustrée à un domaine scientifique. Plusieurs tomes sont parus en coréen et en anglais dès 2012, et la série est publiée en français depuis 2022 par les éditions Çà et là, au sein de leur label Ginosko.